# タイガースとファイターズのキャンプ60分!!
タイガースとファイターズのキャンプ60分!!は、GAORAで2009年より毎年1月31日より2月一杯の1ヶ月限定で放送されているキャンプ情報番組である。

## 出演
- 亀山つとむ（阪神タイガース側キャスター）
- 光山英和（北海道日本ハムファイターズ側キャスター）
- 早坂好恵（上旬～中旬の司会進行）
- 宮原あつき
- 松本麻衣子（MBSアナ）、前田阿希子（MBSアナ）他GAORA中継アナウンサー、リポーター（下旬、阪神安芸キャンプの司会進行）

## 概要
2009年より放送開始。それ以前からも両軍のキャンプ情報は放送されていたが、球団別の15分編成だったのを1本に統合・1時間枠で放送するようになった。
前半は阪神で、キャンプの様子と選手インタビュー、キャンプ地宜野座村ガイドに対し、後半の日本ハムは前半はキャンプフラッシュと、後半は選手のインタビューの二部のシンプルな構成になっている。またこの番組の特別編として日本ハム主管による練習試合（名護球場）を主として期間中の週末に放送することもある。
土曜日中（編成の都合で日曜になる場合もある）には、平日5日分をまとめて放送。
2011年からは、『タイガース&ファイターズキャンプTV』として、1本のままだが30分に縮小され、週末の放送の放送がなくなったが、1日2回から4回の放送になった。